# Kjell Elvis
Kjell Elvis (artistnamn för Kjell Henning Bjørnestad), född 12 mars 1968, är en norsk Elvis-imitatör. 
Kjell Elvis föddes i Farsund, Norge, växte upp i Vanse, men bor nu i Lyngdal. Han har genomfört plastikoperationer för att bli mer lik Elvis. Han korades till Europas bästa Elvis-imitatör 2006, och han slutade på tredje plats i världsmästerskapet för Elvis-imitatörer 2006.

## Diskografi
Studioalbum
- 1998 – In My Way

Annat
- 2002 – Definitivt 100 Spänn Vol 1 (samlingsalbum med diverse artister. Kjell Elvis framför låten "Et Liv!")[3]